# 弘前学院大前駅
弘前学院大前駅（ひろさきがくいんだいまええき）は、青森県弘前市大字中野にある弘南鉄道大鰐線の駅。駅番号はKW 03。駅名の由来は当駅の最寄りである弘前学院大学にちなむ。

## 概要

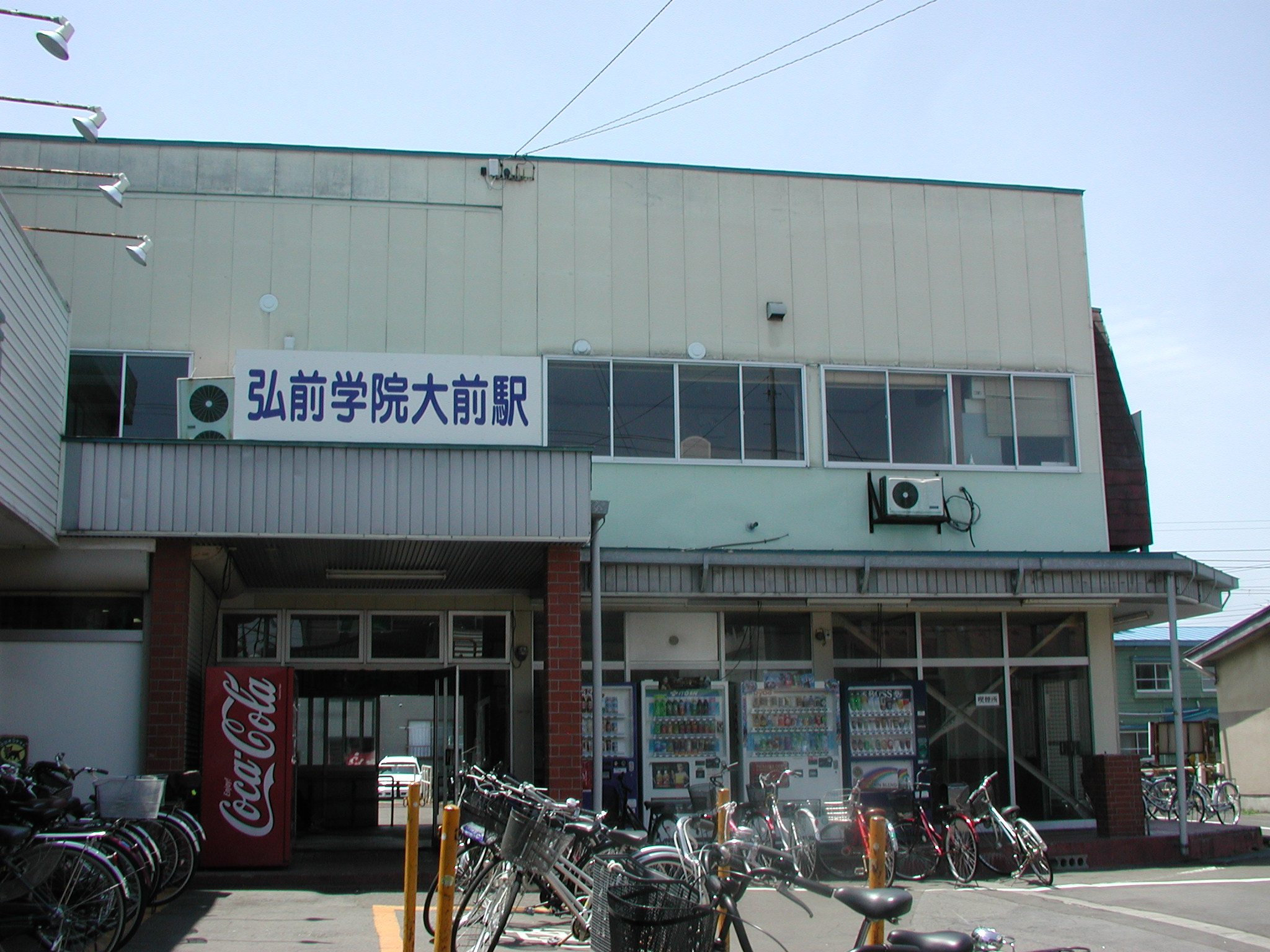
旧駅舎（2010年6月）

旧・弘前電気鉄道時代には本社があり、車庫もあった。
2008年（平成20年）8月31日までは西弘前駅（にしひろさきえき）であったが、駅名変更の際、地元住民や商店街へ事前に通知せず、1週間前に改名が発表された。後日、地元住民の求めにより説明会が開かれ、弘南鉄道は不手際を陳謝した。現在でも当駅および周辺エリアは西弘前の略称である「西弘（にしひろ）」と呼ばれることが多い。

## 歴史
- 1952年（昭和27年）1月26日：弘前電気鉄道の西弘前駅として開業。
- 1970年（昭和45年）10月1日：弘南鉄道に譲渡。
- 1971年（昭和46年）
  - 11月28日：車庫を津軽大沢駅構内へ移転。
  - 12月1日：弘南鉄道で初めて自動券売機を2台設置。
- 1985年（昭和60年）10月1日：駅業務委託化。
- 2006年（平成18年）
  - 4月1日：これまでの日曜・祝日に加え、土曜も終日窓口営業休止。
  - 5月17日：平日も一部時間帯で窓口営業休止。
- 2008年（平成20年）9月1日：弘前学院大前駅に改称。
- 2009年（平成21年）4月1日：終日無人化、自動券売機撤去。

## 駅構造
島式ホーム1面2線を有する地上駅。
のりば
| 番線   | 路線    | 方向 | 行先         |
| ------ | ------- | ---- | ------------ |
| 駅舎側 | ■大鰐線 | 下り | 中央弘前方面 |
| 反対側 | ■大鰐線 | 上り | 大鰐方面     |

※ 案内上ののりば番号は割り当てられていない。
備考
- 開業以来駅員が配置されていたが、2009年（平成21年）4月より無人駅となっている。駅舎にコープあおもり西弘店が併設されている[3]。

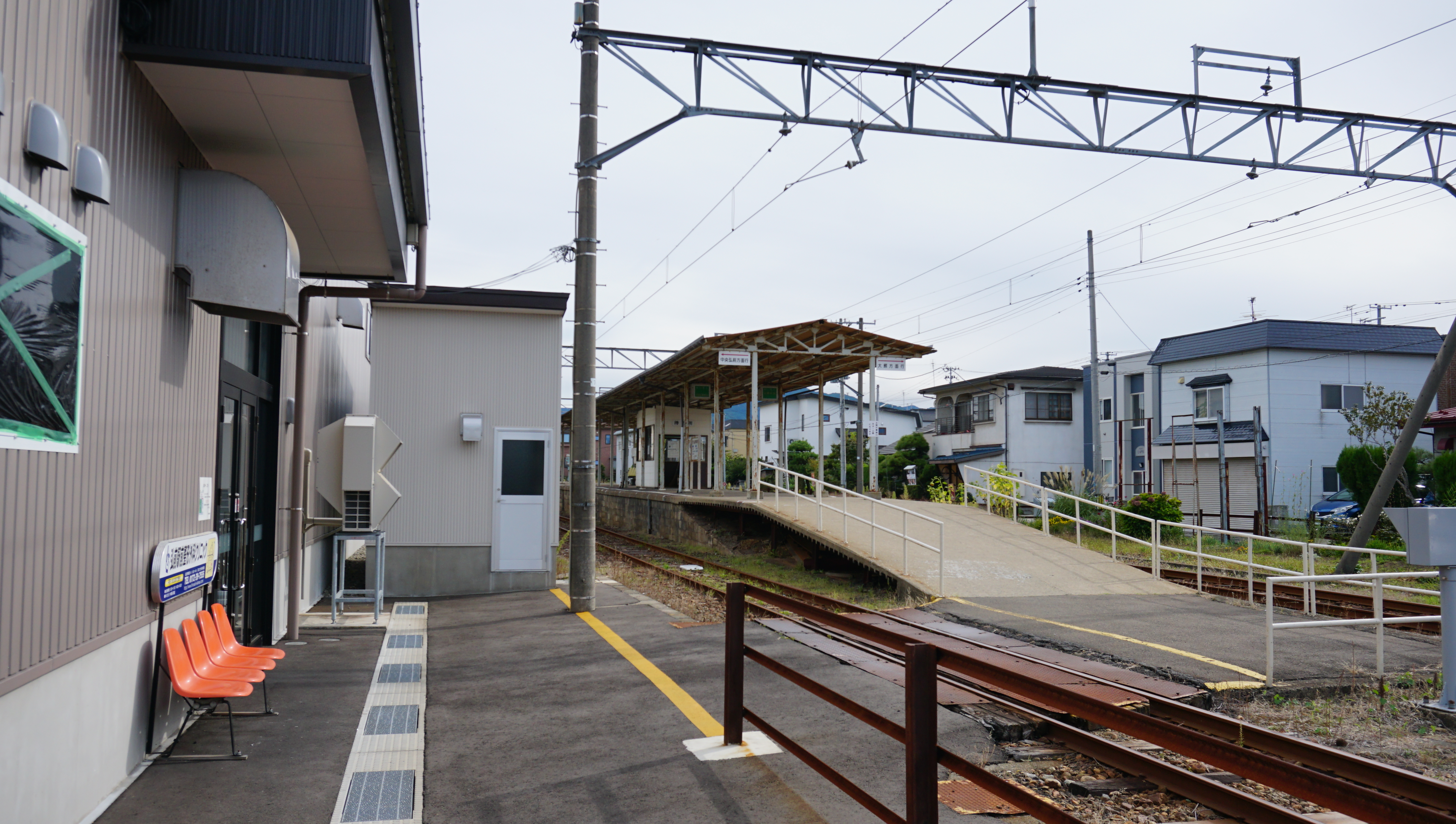
ホーム（2019年9月）

## 利用状況
| 1日乗降人員推移 | 1日乗降人員推移 |
| 年度            | 1日平均人数     |
| --------------- | --------------- |
| 2011年          | 368             |
| 2012年          | 374             |
| 2013年          | 352             |
| 2014年          | 341             |
| 2015年          | 327             |
| 2016年          | 306             |
| 2017年          | 285             |

## 駅周辺
駅周辺には飲食店街が形成されており、学生の街として賑わいを見せている。
- 弘前大学（文京キャンパス）
- 弘前学院大学
- 柴田学園大学
- 柴田学園大学附属柴田学園高等学校
- 弘前市立第三中学校
- 弘前市立文京小学校
- 弘前警察署桝形交番
- 東奥信用金庫冨田支店
- 弘南バス「西弘前駅前」[6]停留所

## 隣の駅
弘南鉄道
■大鰐線
聖愛中高前駅（KW 04） - 弘前学院大前駅（KW 03） - 弘高下駅（KW 02）